# Герольдов, Тихон Иванович
Тихон Иванович Герольдов (1849—1883) — русский писатель-публицист; известен также под псевдонимами «Г—ов» и «Фру-Фру».

## Биография
Тихон Герольдов родился в 1849 году, образование получил в Саратовской духовной семинарии, по окончании которой служил на железной дороге.
Его резкие обличительные газетные статьи о железнодорожных порядках повлекли за собой его увольнение со службы, после чего он вернулся в Саратов и жил частью литературной работой, участвуя в «Саратовском Справочном Листке» и «Саратовском Дневнике» (под сокращённой фамилией Г—ов) и в «Развлечении» (под псевдонимом Фру-Фру), частью физическим трудом. Его очерки из быта местных чернорабочих обратили на него внимание столичной печати.
Личная жизнь Т. И. Герольдова сложилась неудачно, и он умер в крайней нищете в городе Саратове на постоялом дворе 12 сентября 1883 года.

## Избранная библиография
- «Саратовский справочный листок»:

1. Село Донгуз Вольского уезда (1874 г., № 263);
2. Прекрасная Амми из Мариенталя и «Киргиз-Михэль» (1875 г., №№ 266 и 267).

- «Саратовский дневник»:

1. На чёрной работе. Из записок пролетария (№ 217);
2. Картинки из жизни чернорабочих (№ 243);
3. В ночлежном приюте (№№ 244 и 245; 1881 год);
4. На маслёнке. Из записок пролетария (№№ 4 и 5);
5. Нечистый завёл. Рассказ купца (№ 8);
6. Долго ли до греха. Рассказ торговца (№ 16);
7. Картинки из жизни прозябающих на счёт благотворительности (№ 23);
8. Сеансы «аблакатов». С натуры (№ 33);
9. Червяк. Сценка с натуры ("№ 132);
10. Куленосы. Картинки из жизни чернорабочих (№ 193, 1882 год);
11. Средство против клопов. Жанровая картинка (№ 97);
12. В больнице. Страница из дневника (№ 106);
13. Ремешники. С натуры (№ 116);
14. Соловьи поют. С натуры (№ 131);
15. Мазурики. С натуры (№ 140);
16. Неразменный рубль. (У мазуриков) (№ 173);
17. Из быта чернорабочего люда, Посмертный рассказ (№ 221, 1882 год).